# Castiarina quadriplagiata
Castiarina quadriplagiata es una especie de escarabajo del género Castiarina, familia Buprestidae. Fue descrita científicamente por Carter en 1930.